# Кокалат
Кокала́т (каз. Көкалат) — село у складі Джангельдинського району Костанайської області Казахстану. Адміністративний центр Албарбогетського сільського округу.
Населення — 476 осіб (2021; 540 у 2009, 679 у 1999, 1064 у 1989).